# Theodor Friedrich Ludwig Nees von Esenbeck
Theodor Friedrich Ludwig Nees von Esenbeck (ur. 26 lipca 1787 w Reichelsheim, zm. 12 grudnia 1837 w Hyères) – niemiecki botanik, mykolog i farmakolog. Od 1820 r. nazywał się Nees von Esenbeck.
Urodził się w zamku Reichenberg w Reichelsheim. Uczył się botaniki w Gut Sickershausen. W latach 1805–1811 odbył staż u nadwornego aptekarza Ernsta Wilhelma Martiusa w Erlangen. W latach 1811–1816 pracował jako pomocnik w aptece w Bazylei, potem w Hanau. W 1817 r. dzięki protekcji zoologa Heinricha Kuhla został mianowany inspektorem ogrodu botanicznego w Lejdzie. Odegrał kluczową rolę w rozbudowie i przebudowie tego ogrodu. Podczas regionalnych badań florystycznych na wybrzeżach Holandii zebrał obserwacje o mchach i ich rozmnażaniu i napisał rozprawę „De muscorum propagatione commentatio”, za którą w 1818 r. otrzymał doktorat w Erlangen. W rozprawie tej po raz pierwszy opisał plemniki rodzaju Sphagnum. Odkrycie to błędnie jednak przypisano jego bratu, a jego znaczenie dla rozmnażania płciowego mchów zostało rozpoznane dopiero w 1838 roku przez Franza Ungera. W 1819 r. jego brat mianował go inspektorem ogrodu botanicznego w Bonn. W tym też roku uzyskał habilitację pracą nad naturalnym systemem taksonomii grzybów „Radix plantarum mycetoidearum”.
Nees założył jedno z pierwszych laboratoriów farmaceutycznych dla dydaktyki uniwersyteckiej i prowadził ćwiczenia praktyczne dla lekarzy i farmaceutów. Jego praca chemiczno-farmaceutyczna i farmakologiczna, która ukazała się w „Annalen der Pharmazie” w latach 1822–1837, a także publikacja „Plantae officinales” (1821-30) i jego „Handbuch d. med.-farmaceutyczny. Botanika” (1832) wspierały rozwój farmacji jako dyscypliny uniwersyteckiej. Analiza leków i taksonomia roślin leczniczych były jego głównym osiągnięciem. Był współzałożycielem i pierwszym przewodniczącym „Stowarzyszenia Botanicznego nad środkowym i dolnym Renem”, promował szerokie badania florystyczne i inwentaryzację gatunków prowincji Ren w Prusach Wschodnich. Z powodu gruźlicy, która zabiła już jego żonę w 1836 roku, latem 1837 roku udał się do Bad Ems, gdzie uległ chorobie.
Jego osiągnięcia w botanice zostały przyćmione przez osiągnięcia jego brata Christiana Gottfrieda Daniela Nees von Esenbecka, a także z nimi mylone, zwłaszcza w zakresie grzybów, mchów i ich rozmnażania.
W nazwach naukowych opisanych przez niego taksonów dodawany jest skrót jego nazwiska T. Nees.